# Thelecythara mucronata
Thelecythara mucronata is een slakkensoort uit de familie van de Pseudomelatomidae. De wetenschappelijke naam van de soort is voor het eerst geldig gepubliceerd in 1896 door Guppy.